# Christoph Regensburg
Christoph Regensburg (auch Christoph 89 im Flugfunk) ist der Funkrufname eines Intensivtransporthubschraubers (ITH) in Deutschland. Er wird sowohl für Primäreinsätze, als auch für Sekundäreinsätze  eingesetzt.

## Station, Einsatz und Besetzung
Im September 1994 wurde Christoph Regensburg in Zusammenarbeit vom Arbeiter-Samariter-Bund mit der Firma HDM-Flugservice ins Leben gerufen. Er war ursprünglich als 24-Stunden-Intensivtransporthubschrauber konzipiert, um die Lücke in der medizinischen Versorgung von Menschen aus Regensburg und dem Umland zu schließen, da die Verlegung von Intensivpatienten aufgrund technischer Schwierigkeiten und der schlechten Ausstattung der Rettungshubschrauber nur bedingt oder überhaupt nicht möglich war. Damals kam eine Bell 412 zum Einsatz, welche nach mehreren Jahren Einsatz durch eine BK 117 ersetzt wurde. Aufgrund der zunehmenden Anzahl an Alarmierungen zu Primäreinsätzen erfolgte 1999 auf Veranlassung des Bayerischen Innenministeriums eine Umstellung zu einem „Dual-Use“-Hubschrauber, der sowohl als Intensivtransporthubschrauber als auch als Rettungshubschrauber fungiert.
Ab Juli 2010 wurde ein Hubschrauber vom Typ Eurocopter EC 145 eingesetzt, welcher zuvor die BK 117 ablöste. Am 29. Mai 2015 wurde die EC 145 durch einen Hubschrauber vom Typ Airbus Helicopters H145 D-2 ersetzt. Mittlerweile wird an der Station eine Airbus Helicopters H145 D-3 eingesetzt.
Bei seinen Einsätzen ist Christoph Regensburg mit einem Piloten der DRF Luftrettung, einem Notarzt aus dem  Universitätsklinikum Regensburg und einem Notfallsanitäter der DRF Luftrettung besetzt. Die Notfallsanitäter gehören zur Hubschrauberbesatzung (HEMS Crew Member), unterstützen den Piloten im Bereich der Kommunikation und Navigation, während der Notarzt juristisch gesehen ein Passagier ist.

## Geschichte
Im September 1994 wurde Christoph Regensburg in Zusammenarbeit vom Arbeiter-Samariter-Bund mit der Firma HDM-Flugservice ins Leben gerufen. Er war ursprünglich als 24-Stunden-Intensivtransporthubschrauber konzipiert, um die Lücke in der medizinischen Versorgung von Menschen aus Regensburg und dem Umland zu schließen, da die Verlegung von Intensivpatienten aufgrund technischer Schwierigkeiten und der schlechten Ausstattung der Rettungshubschrauber nur bedingt oder überhaupt nicht möglich war. Damals kam eine Bell 412 zum Einsatz, welche nach mehreren Jahren Einsatz durch eine BK 117 ersetzt wurde. Aufgrund der zunehmenden Anzahl an Alarmierungen zu Primäreinsätzen erfolgte 1999 auf Veranlassung des Bayerischen Innenministeriums eine Umstellung zu einem „Dual-Use“-Hubschrauber, der sowohl als Intensivtransporthubschrauber als auch als Rettungshubschrauber fungiert.

## Einsätze
Durch die Nähe zur Donau und zum Bayerischen Wald wird der Hubschrauber oft zu Wasser- und Bergrettungseinsätzen im Bereich der Notfallrettung gerufen.
Des Weiteren wird Christoph Regensburg für Sekundärverlegungen eingesetzt. Diese werden durchgeführt, wenn Patienten zur besseren medizinischen Versorgung von einer Klinik in eine andere verlegt werden müssen. Der Hubschrauber ist einer von drei Intensivtransporthubschraubern in Bayern, die 24 Stunden einsatzbereit sind. Nachts können somit neben Verlegungen auch Primäreinsätze nach besonderen Verfahren durchgeführt werden. Regensburg ist bundesweit die zweite Luftrettungsstation, die für Einsätze in der Dunkelheit Nachtsichtgeräte, sogenannte „Night Vision Goggles“ einsetzen darf.
Zu Primäreinsätzen wird Christoph Regensburg durch die Integrierte Leitstelle Regensburg (ILS) alarmiert, zu Sekundärverlegungen von der Koordinierungsstelle für ITH München (KITH).
Das Einsatzgebiet erstreckt sich vor allem über Ostbayern, jedoch gehören auch angrenzende Länder und Regionen zur Einsatzreichweite. Jeden Ort im Umkreis von 70 Kilometern erreicht der Helikopter in durchschnittlich 20 Minuten Flugdauer.